# Umeå bys kirke
63°49′25″N 20°16′04″Ø / 63.82361°N 20.26778°Ø
Umeå bys kirke (svensk: Umeå stads kyrka) er en kirke der er beliggende i den centrale Umeå, Sverige mellem Vänortsparken og den nordlige bred af Ume älven. Den blev indviet i 1894.
Kirken blev tegnet af den daværende stadsarkitekt Fredrik Olaus Lindström og er opført i mursten med et stenfundament. Kirken blev opført mellem 1892 og 1894, og er den tredje i rækken af kirker der har stået på det samme sted. Tre renoveringer med tilføjelser til bygningen har gradvist ændret kirkens oprindelige udseende.

## Historie

### Første renovering
I 1929 besluttede menighedsrådet at foretage en større renovering af kirken. Et utæt loft havde bebeskadiget malingen i taget, og andre forringelser gjorde en omfattende renovering nødvendig. Før dette var der kun blevet udført mindre reparationer. Man ønskede også at udradere 1890'er præget, da kirken blev ansat for at være resultatet af ”den værste dekadenceperiode i arkitekturhistorien". Slotsarkitekt Knut Nordenskjöld fik opgaven med at undersøge kirken og komme med forslag til renoveringen, hvilket han afsluttede i 1930. Hans forslag medførte mange diskussioner, specielt spørgsmålet om at tilføje en midtergang mellem bænkerækkerne. Den 27. december 1935, besluttede meninghedsrådet endeligt at gennemføre slotsarkitektens forslag. Den 17. januar påbegyndtes arbejdet på kirken. Orgelemporen og koret blev udvidet; ventilationsskakte blev flyttet, indre døre blev tilføjet ved hovedindgangen; en del af gulvet blev udskiftet med kalkstensplader, og interiøret blev malet i en blød hvid tone. Kirken blev genindviet den første søndag i advent 1937 med deltagelse af blandt andet den daværende biskop for Luleå-stift Olof Bergqvist.

### Brobygning
I 1971 blev det besluttet af at en tredje bro over Ume-älven skulle placeres i forlængelse af Östra Kyrkogatan. Da man begyndte at grave til den nye bro, opdagede man et gravfelt ved siden af kirken. I overensstemmelse med fortidsmindeloven (svensk: Fornminneslagen),blev konstruktionsarbejdet stoppet i sommeren 1972, indtil området var blevet undersøgt af arkæologer. Kirkegårdens oprindelige grænser var ukendte og der var ingen optegnelser eller kort. De arkæologiske udgravninger afdækkede fyrre kistegrave med ca. tres skeletter. I den sidste grav afslørede et læseligt navneskilt at det var familiegravstedet for landshøvding Pehr Adam Stromberg. Der blev ikke fundet en gravsten. Det antages at gravstenen blev ødelagt ved branden i 1887, og at al dokumentation om familiegravstedet også gik til grunde i branden. Efter de jordiske rester var blevet undersøgt, blev de returneret til kirken i plastikposer. Kirketjeneren begravede plastikposerne uden at registrere placeringen, og han døde kort tid efter.